# Woodmont
Woodmont és una població dels Estats Units a l'estat de Connecticut. Segons el cens del 2000 tenia 1.711 habitants.

## Demografia
Segons el cens del 2000, Woodmont tenia 1.711 habitants, 762 habitatges, i 447 famílies. La densitat de població era de 2.359,4 habitants/km².
Dels 762 habitatges en un 23,8% hi vivien nens de menys de 18 anys, en un 45,1% hi vivien parelles casades, en un 10,1% dones solteres, i en un 41,3% no eren unitats familiars. En el 34,4% dels habitatges hi vivien persones soles el 9,3% de les quals corresponia a persones de 65 anys o més que vivien soles. El nombre mitjà de persones vivint en cada habitatge era de 2,25 i el nombre mitjà de persones que vivien en cada família era de 2,91.
Per edats la població es repartia de la següent manera: un 19,5% tenia menys de 18 anys, un 5,8% entre 18 i 24, un 33% entre 25 i 44, un 27,8% de 45 a 60 i un 13,9% 65 anys o més.
L'edat mediana era de 41 anys. Per cada 100 dones de 18 o més anys hi havia 93,7 homes.
La renda mediana per habitatge era de 61.473 $ i la renda mediana per família de 73.281 $. Els homes tenien una renda mediana de 41.842 $ mentre que les dones 41.354 $. La renda per capita de la població era de 32.126 $. Aproximadament l'1,4% de les famílies i el 2,5% de la població estaven per davall del llindar de pobresa.

## Poblacions més properes
El següent diagrama mostra les poblacions més properes.